# Acer lincolnense
Acer lincolnense — це вимерлий вид клена, описаний із групи викопних листя та плодів. Вид відомий з еоценових відкладень, відкритих в американському штаті Монтана. Орієнтовно поміщено в живу секцію Acer Cissifolia.

## Опис
Листя A. lincolnense розділені на три листочки, бічні мають перисті жилки та мають довжину від 1.5 до 4.8 см. Листки мають первинні, вторинні, третинні та четвертинні жилки. Як і в інших видів Acer, плоди — крилатка з прикореневим горішком і верхівковим крилом. Горішки мають форму ланцетної форми з вузькою округлою верхівкою та опуклою базальною стороною. Горішок має довжину 1.0 см, ширину 0.4 см, з рубчиком 0.4 см у місці прикріплення плоду до другого плоду під кутом 30°. Уздовж апікальної сторони горішка проходить товста жилка, а по зовнішньому краю крила – 7 нещільно згрупованих жилок. Крило має довжину 1.2 см і ширину 0.7 см із широко загнутим зовнішнім краєм і хвилеподібними жилками, які розходяться одна від одної під кутом від 5° до 10°.